# پوستنیک
پوستنیک (به بلغاری: Postnik) یک منطقهٔ مسکونی در بلغارستان است که در شهرستان مومچیلگراد واقع شده‌است.